# Cesare Cobianchi
Cesare Cobianchi (Intra, 1811 – Casale Monferrato, 1867) è stato un politico italiano.

## Biografia
Avvocato, fu Deputato del Regno di Sardegna nella II e nella III legislatura.